# جوناثان سواريز كورتيس
جوناثان سواريز كورتيس (بالإنجليزية: Jonathan Suárez Cortés)‏ (22 فبراير 1997 - ) هو لاعب كرة قدم أمريكي في مركز الوسط. لعب مع سيمارونس دي سونورا ‏ ونادي كيريتارو.

## وصلات خارجية
- جوناثان سواريز كورتيس على موقع قاعدة بيانات كرة القدم.إي يو (الإنجليزية)
- جوناثان سواريز كورتيس على موقع Soccerway.com (الإنجليزية)
- جوناثان سواريز كورتيس على موقع عالم كرة القدم.نت (الإنجليزية)